# Dezmopresin
Dezmopresín je sintetični analog arginin-vazopresina za zdravljenje insipidusnega diabetesa, uporablja se tudi pri močenju postelje, pri blagi do zmerni obliki hemofilije A in willebrandove bolezni ter pri uremiji.
Daje se peroralno, podjezično, parenteralno ali s pršilom za nos.
Med pogoste neželene učinke dezmopresina spadajo glavobol, driska in hiponatremija (znižana raven natrija v krvi). Zaradi hiponatremije lahko pride tudi do krčev. Pri bolnikih s hudi ledvično boleznijo ali nizkimi krvnimi ravnmi natrija se ne sme uporabljati. Njegova uporaba med nosečnostjo naj bi bila varna. Kot sintetični analog vazopresina znižuje proizvodnjo seča v ledvicah.
Dezmopresin so v ZDA odobrili za klinično uporabo leta 1978. Uvrščen je na seznam osnovnih zdravil Svetovne zdravstvene organizacije, torej med najpomembnejša učinkovita in varna zdravila, potrebna za normalno zagotavljanje zdravstvene oskrbe.

## Mehanizem delovanja
Dezmopresin je analog antidiuretičnega hormona vazopresina in deluje kot V2-agonist. Ne izraža pa agonističnega delovanja na receptor V1, zato ne povzroča vazokonstrikcije, zvišanega krvnega tlaka, krčev maternice in krčev v trebuhu. Antidiuretično deluje na ravni zbiralc, kjer z vezavo na receptor V2 povzroči translokacijo akvaporinskih kanalčkov na apikalno membrano celic zbiralc. Posledično pride do povečane reabsorpcije vode iz seča nazaj v sistemski obtok.
Znano je, da dezmopresin zveča tudi ravni dejavnika VIII in willebrandovega dejavnika pri willebrandovi bolezni (razen pri tipu 3) in pri lahki obliki hemofilije A. S tem se izboljšajo razmere v hemostazi ter prepreči oziroma zaustavi krvavitev.